# Boogie Chillen’
«Boogie Chillen’» или «Boogie Chillun» — блюзовая композиция, впервые записанная Джоном Ли Хукером в 1948 году в виде сольного номера под аккомпанемент электрогитары и ритмичного притопывания. Является дебютной записью музыканта. Текст песни частично автобиографичен, а манера его исполнения чередуется между пением и художественным декламированием. В 1949 году композиция стала первой электро-блюзовой песней с «незамысловатой» (англ. down-home) мелодией, занявшей верхнюю строчку хит-парада Billboard R&B Records.
«Boogie Chillen’» являлась частью возникшей в конце 1940-х годов тенденции, выраженной в развитии нового стиля городского электрического блюза, базировавшегося на более ранних идиомах дельта-блюза. Хотя стиль песни зачастую характеризуют как буги-вуги, её мелодия более схожа с ранним Северо-Миссисипским кантри-блюзом, нежели с фортепианным буги-вуги 1930-х и 1940-х годов. В названии композиции Хукер отдал должное своему отчиму Уиллу Муру, который научил его ритму «буги-чиллен» («чиллен» — фонетическая аппроксимация произношения Хукером слова «дети»), когда он был подростком. Некоторые строчки текста заимствованы из более ранних американских блюзовых песен.
Впоследствии гитарный стиль Хукера вдохновил нескольких известных гитаристов взяться за инструмент. Также, благодаря его манере игры и акценту на ритме, популярная композиция стала считаться предшественницей рок-н-ролла. Музыкальный критик Куб Кода называет звучание гитары Хукера из «Boogie Chillen» «риффом, с которого начались миллионы других песен». Несколько рок-музыкантов сочинили успешные песни, прямо или косвенно заимствовав элементы из «Boogie Chillen’». К ним относятся песни буги-рок-группы Canned Heat, которая также записала хорошо принятую версию с самим автором. Также считается, что один из самых известных хитов техасской рок-группы ZZ Top, «La Grange», якобы базируется на этой песне, что привело к судебному иску со стороны издателя и внесению изменений в американский закон об авторском праве.

## Предыстория
В 1943 году Хукер переехал в Детройт с целью получить работу на одном из городских машиностроительных заводов передислоцированных под военные нужды во время Второй мировой. Там его внимание привлекли музыкальные клубы на Гастингс-стрит в Блэк-Боттом/Парадайз-Вэлли, культурном центре чёрной общины города. Он рассказывает об этом в тексте песни «Boogie Chillen’»:

| When I first come to town people, I was walkin' down Hastings Street I heard everybody talkin' about, Henry’s Swing Club I decided I’d drop in there that night, and when I got there I say 'Yes, people!', yes they was really havin' a ball! Yes, I know Boogie chillen’! | Когда я впервые приехал в город, то прогуливался по Гастингс-стрит Я слышал, как все говорят о свинг-клубе Генри И решил, что загляну туда тем же вечером, а когда я приехал То воскликнул, «Да, народ!», Вот это они и вправду повеселились! Да, я знаю Буги-чиллен! |  |

К 1948 году Хукер привлёк внимание Элмера Барби, владельца местного музыкального магазина, который договорился о записи нескольких демонстрационных треков. Позже он или Хукер продемонстрировали их Бернарду Бесману, который руководил единственной профессиональной звукозаписывающей компанией в Детройте. Хотя в то время Хукер играл в основном с ансамблем, Бесман решил записать его сольно. Это привлекло внимание исключительно к вокалисту/гитаристу, в отличие от преобладающего стиля джамп-блюз, в котором упор делался на ансамблевое инструментальное исполнение. В недавних хит-синглах Мадди Уотерса и Лайтнина Хопкинса также использовался этот упрощённый, электризованный подход, вдохновлённый дельта-блюзом.

## Музыкальная составляющая
«Boogie Chillen’» описывается музыкальным критиком Биллом Далем в следующем ключе: «Этот блюз столь же примитивен, как и всё, чем был тогда наполнен музыкальный рынок; мрачный, задумчивый вокал Хукера был подкреплён лишь его звонкой, чрезвычайно усиленной гитарой и настойчиво топающей ногой». Впоследствии в одном из интервью Хукер рассказал, как он придумал «Boogie Chillen’»: 
Я сочинил эту песню в Детройте, когда сидел и бренчал на гитаре. Эта штука вдруг возникла во мне, понимаете? Я слышал как [мой отчим] Уилл Мур играл подобное много лет назад. Я был маленьким мальчиком с юга, и наблюдал, как он исполняет подобную песню, но он не называл ее «Boogie Chillen’». Однако, у неё был тот самый ритм, и я просто развил его, а после дал ей название — «Boogie Chillen’».
Первоначально Хукер исполнял эту песню в клубах и называл её «Boogie Woogie», прежде чем окончательно остановиться на «Boogie Chillen’». По словам музыковеда Роберта Палмера, «самой близкой [по стилю] к этой песни записью была композиция „Cottonfield Blues“, записанная в 1929 году Гарфилдом Акерсом и Джо Калликоттом, двумя гитаристами из холмистой местности на севере Миссисипи. По сути, это был хилл-кантри, пре-блюзовая разновидность музыки — монотонная, сдобренная потопыванием, без фиксированной формы куплета, [мелодия] которой постепенно развивался до кумулятивного, трансового эффекта».
Вокал Хукера чередуется между спетыми и произнесёнными частями. Комментируя вокальные партии артиста, музыкальный историк Тед Джойя отмечает: «В песне почти нет мелодии. Еще меньше гармонии. На самом деле, её сложно назвать песней. Это больше похоже на джайвовый поток сознания в размере 4/4». Некоторые строчки текста были заимствованы из более ранних песен, восходящих к началу блюза. Так, вступительная фраза «Моя мама, она не позволяла мне оставаться дома всю ночь» восходит к старинной танцевальной песне «Mama Don’t Allow». В 1920-е годы было записано несколько песен со схожими названиями. «Boogie No. 3» буги-вуги-пианиста Коу Коу Дейвнпорта также содержит спетые и произнесённые отрезки и включает строки: «Меня не волнует, что бабушка не разрешает, все равно играйте мою музыку, бабушка не разрешает, чтобы здесь звучала музыка». Первый и второй дубли песни включают схожие куплеты и повествование о свинг-клубе Генри, но в них отсутствует ключевой хук в середине песни «Boogie Chillen’!» перед гитарным брейком, что придает песне ее лирическую идентичность.
Ключевая особенность песни — движущаяся ритмичная гитарная фигура, сосредоточенная на одном аккорде, с «акцентами, немного опережающими такт». Музыкальный критик Чарльз Шаар Мюррей описывает мелодию песни как «танцевальное рок-произведение … ее структура совершенно произвольная, ее основной ритм — прыжковый полиритмический ритм, который он [Хукер] выучил в Дельте». В интервью своему коллеге Би Би Кингу Хукер подтвердил, что при сочинении песни он использовал гитарный строй с открытой нотой Соль, хотя впоследствии он обычно использовал каподастр, повышая высоту звука до ноты Си (1948), Ля-бемоля (1959) или Ля-мажора (1970). Он также прибегал к техникам легато Hammer-on и pull-off, которые публицист Ленни Карлсон описал как «невнятную восходящую басовую партию, сыгранную на пятой струне (тонику)». Хотя в названии песни фигурирует термин «буги-вуги», она не похожа на более ранних представителей этого жанра. Стиль буги-вуги базируется на остинато или «шагающей» басовой линии, в исполнении на гитаре, образует популярный в 1940-е годы инструментальный трек «Guitar Boogie». Вместо того, чтобы создать производную композицию, буги Хукера становится «в высшей степени личным произведением, как и всё, что когда-либо делалось в блюзе».

## Запись и релиз
В сентябре 1948 года Бесман организовал для Хукера запись в студии детройтской студии United Sound Systems. Несколько песен были записаны с вокалом Хукера и гитарой подключённой к усилителю. Чтобы сделать звук более полным, микрофон был установлен на поддоне, который был помещен возле ноги музыканта. По словам Бесмана, примитивное подобие эффекта эхо-камеры было создано путём подачи топающего ритма Хукера в динамик, расположенный в туалете, который, в свою очередь, записывался через микрофон и возвращался в студийный динамик перед гитарой Хукера, за счёт чего удалось добиться «массивного» или более эмбиентного звук. Всего было записано три дубля, последний лёг в основу мастер-трека «Boogie Chillen’».
Несмотря на то что Бесман владел собственным звукозаписывающим лейблом Sensation Records, он предоставил лицензию на песню лос-анджелесской компании Modern Records. 3 ноября 1948 года сингл был выпущен на общенациональном уровне, и Хукер так прокомментировал его стремительную популярность: «Эта штука словно пожар раздула. Она звенела по всей стране. После её релиза, каждый музыкальный автомат, мимо которого вы проходили, каждое заведение, куда вы заходили … она звучала повсюду». Благодаря этому ажиотажу чистоканальная радиостанция WLAC в Нэшвилле мощностью 50 000 ватт, охват которой достигал пятнадцати американских штатов и Канады, проиграла песню десять раз подряд во время одного из ночных эфиров. 8 января 1949 года сингл попал в чарт Billboard Race Records, где оставался в течение 18-ти недель, добравшись до его вершины 19 февраля. Песня стала самой популярной «цветной» записью 1949 года; как сообщается, было продано от «нескольких сотен тысяч» до одного миллиона её копий. Подобно хиту Мадди Уотерса 1950 года «Rollin’ Stone», популярность песни позволила Хукеру бросить работу на заводе и сосредоточиться на музыке.

## Первоначальное влияние
Помимо коммерческого успеха «Boogie Chillen’» оказала большое влияние на блюзовых и ритм-энд-блюзовых музыкантов. Би Би Кинг, который в то время был диск-жокеем в Мемфисе на радиостанции WDIA, регулярно включал в эфир песню Хукера. Впоследствии он вспоминал: 
[В то время] не было почти никого, кто бы играл на гитаре, при этом не исполняя „Boogie Chillen’“. Вот насколько она была значительной … К примеру я и многие другие [музыканты], которые могли выйти в свет и сыграть где-нибудь [исполняли эту песню], в те годы если её не было в вашем репертуаре, люди, вероятно, лишь посмотрели бы на тебя и задались вопросом: „Всё ли с тобой в порядке?“. Это была грандиозная запись.
Чарльз Шаар Мюррей сравнивает эту песню с «ритм-энд-блюзовым эквивалентом панк-рока» — достаточно простой, на первый взгляд, мелодией, чтобы не отпугнуть новичков. Так она заинтересовала одиннадцатилетнего Бо Диддли: «Думаю, первая пластинка, на которую я обратил внимание, была „Boogie Chillen’“ Джона Ли Хукера … Когда я наткнулся на него по радио, то сказал себе: „Если этот парень умеет играть, то и я знаю, что смогу“. Я имею в виду, что у Джона Ли был потрясный стиль». В интервью Бадди Гай описал, как научился играть «Boogie Chillen’» в возрасте тринадцати лет: «Она была первой [выученной] мной песней. Я считал, что научился её играть. Я знал, что она звучала правильно, [по реакции] тех кто слушал слушал [как я её исполняю]». По прошествии времени Гай записал свою версию песни вместе с Джуниором Уэллсом для их совместного альбома Alone & Acoustic (1981). Альберт Коллинз также вспомнил, что это была первая песня, которую он научился играть на гитаре.
Успех «Boogie Chillen’» принес Джону Ли Хукеру множество предложений поработать с другими звукозаписывающими компаниями. Поскольку он получал небольшое вознаграждение от продажи своей пластинки, Хукер с готовностью пользовался возможностями получить дополнительный доход. Это привело к новым записям под различными псевдонимами, в том числе Техас Слим (Texas Slim), Литл Порк Чопс (Little Pork Chops), Дельта Джон (Delta John), Бирмингем Сэм (Birmingham Sam), Буги-мен (the Boogie Man), Джонни Уильямс (Johnny Williams), Джон Ли Букер (John Lee Booker), Джон Ли Кукер (John Lee Cooker), и другим на таких лейблах, как King Records, Danceland Records, Regent Records, Savoy Records, Acorn Records, Prize Records, Staff Records, Gotham Records, Gone Records, Chess Records, и Swing Time Records.

## Другие версии Хукера
Востребованность «Boogie Chillen’» оставалась достаточно высокой, поэтому Хукер несколько раз перезаписывал песню. В 1950 году он записал более быструю версию с изменённым текстом под названием «Boogie Chillen '# 2» для лейбла Берни Бесмана Sensation Records (также выпущенную на Regal Records). В 1952 году звукозаписывающая компания Modern Records выпустила отредактированную версию композиции под названием «New Boogie Chillun». После того как Хукер начал сотрудничать с Vee-Jay Records, в 1959 году он записал версию под названием «Boogie Chillun», которая во многом повторяет оригинальный сингл. Из-за схожести звучания вариант 1959 года иногда ошибочно идентифицируется как версию 1948 года и наоборот (тем не менее, версия Vee-Jay примерно на полминуты короче оригинала).
Впоследствии первые два дубля оригинальной студийной сессии, записанные в сентябре 1948 года в Детройте, начали появляться на различных сборниках в 1970-х годах, иногда с названиями «John Lee’s Original Boogie» и «Henry’s Swing Club». Тем временем Modern Records и связанные с ней лейблы, включая Kent и Crown, переиздавали песню несколько раз.
Начиная с 1960-х Хукер записал несколько студийных и живых исполнений «Boogie Chillen’» с приглашёнными музыкантами, такими как Эрик Клэптон и The Rolling Stones. В 1970 году он записал обновленную версию песни под названием «Boogie Chillen’ No. 2» с блюз-рок-группой Canned Heat для их совместного альбома Hooker ’n Heat. Историк блюза Джерард Герцафт описывает эту версию композиции, как «незабываемую». Она сочетает в себе вокал Хукера и фирменный буги-роковый аккомпанемент Canned Heat в духе их же джем-песни «Fried Hockey Boogie» (которая сама по себе является своеобразной адаптацией «Boogie Chillen’»). Несмотря на то что «Boogie Chillen’ No. 2» длился более одиннадцати минут с расширенными соло на гитаре и губной гармонике, она всё так же «полна бравадой, что и оригинал».

## Признание и наследие
В 1985 году версия «Boogie Chillen’» 1948 года была включена в Зал славы блюза. На торжественной церемонии историк блюза Джим О’Нил отметил, что это была «первая незамысловатая электро-блюзовая запись, которая заняла верхние строчки в чартах, и её успех вместе с успехом последовавших за ней хитов Хукера вдохновил звукозаписывающие компании на поиски нового электрического поколения кантри-блюзменов». В 1999 году композиция была включена в Зал славы премии «Грэмми», а также отметилась в списке Зала славы рок-н-ролла «500 песен, которые сформировали рок-н-ролл». В 2008 году она также была включена в Национальный реестр звукозаписи США, в брифинге которого отмечалось, что «драйвовый ритм и исповедальная лирика гарантировали этой песне прочное место в качестве влиятельной и незыблемой классики блюза». Помимо этого, писатели Джим Доусон и Стив Пропес включили сингл в свою книгу «What Was the First Rock 'n' Roll Record?» (1992), назвав его одним из предшественников рок-н-ролла.
«Boogie Chillen’» послужила вдохновением для нескольких песен, начиная с 1953 года, когда Джуниор Паркер записал свою интерпретацию под названием «Feelin’ Good». Она стала первым хитом Паркера для лейбла Sun Records и впоследствии была перезаписана Джеймсом Коттоном (в 1967 году) и Мэджиком Сэмом, под названием «I Feel So Good (I Wanna Boogie)», для его альбома West Side Soul (1967), ставшего крайне влиятельным в музыкальной среде. В 1970 году была выпущена версия Слима Харпо, озаглавленная «Boogie Chillun», на его пластинке Slim Harpo Knew the Blues, в ней использовалась аранжировка аналогичная его же хиту 1966 года «Shake Your Hips».
Среди других песен, которые заимствуют элементы у «Boogie Chillen’» или «Boogie Chillen’ No. 2» напрямую либо косвенно, фигурируют такие радио-хиты, как «On the Road Again» (1968) американского блюзового ансамбля Canned Heat, «Spirit in the Sky» (1970) автора-исполнителя Нормана Гринбаума и «La Grange» (1973) техасской рок-группы ZZ Top.

## Скандал с авторским правом
В 1991 году Берни Бесман, как издатель песни (от лица его компании La Cienega Music), подал иск против ZZ Top за нарушение авторских прав в их песне «La Grange». Публицист Тимоти Инглиш отмечает, что из всех версий Хукера «Boogie Chillen’», выпущенная в 1971 году запись с группой Canned Heat «имеет больше всего общих элементов с „La Grange“, включая гитарный паттерн и вокальную линию „howl, howl, howl“». Дело рассматривалось американской правовой системой (включая апелляцию в Верховный суд США), однако решение было принято не в пользу издателя. По этой причине в 1998 году Конгресс США убедили внести поправки в Закон об авторском праве, чтобы защитить другие песни, записанные до 1978 года, от попадания в статус общественного достояния. В 1997 году ZZ Top урегулировал спор во внесудебном порядке, однако Хукер вновь не получил финансового вознаграждения, так как Бесман получил права на его песню несколькими годами ранее. Впоследствии Тед Джоя отмечал: «Тем не менее, спонтанное гитарное исполнение [Хукером песни в 1948-м] в студии звукозаписи привело к существенным изменениям в законодательстве США об интеллектуальной собственности».